# Antena 3 (Portugal)
Antena 3 ist ein portugiesischer Radiosender. Er wurde 1994 gegründet, als Jugendsender der Radiodifusão Portuguesa (RDP), der Radiobereich der öffentlich-rechtlichen Rundfunkgesellschaft Rádio e Televisão de Portugal (RTP).
Hauptsächlich sendet Antena 3 alternative Musik von jungen internationalen und portugiesischen Musikern abseits des Mainstreams. Die RTP gründete den Sender, um verstärkt Jugendliche zu erreichen und gleichzeitig ein öffentlich-rechtliches Alternativprogramm zu kommerziellen Sendern wie Mega FM und Rádio Renascença anzubieten. Um speziell Bands aus Portugal zu fördern, wird donnerstags ausschließlich portugiesischsprachige Musik gespielt.
Mit dem Sender RDP Antena 3 Madeira wird ein eigenes Programm für die Autonome Region Madeira ausgestrahlt.

## Regionale Frequenzen
Antena 3 ist in allen Landesteilen Portugals zu empfangen, auf folgenden Frequenzen:

### Kontinentalportugal
- Distrikt Aveiro: 102,2 FM (Sender Lousã) / 100,4 FM (Sender Monte da Virgem)
- Distrikt Beja: 102,4 FM (Sender Mendro) / 100,1 FM (Sender Mértola)
- Distrikt Braga: 103,0 FM (Sender Braga) / 102,0 FM (Sender Muro)
- Distrikt Bragança: 102,1 FM (Sender Bragança) / 104,2 FM (Sender Bornes) / 98,9 FM (Sender Miranda do Douro)
- Distrikt Castelo Branco: 101,3 FM (Sender Gardunha) / 104,3 FM (Sender Castelo Branco)
- Distrikt Coimbra: 101,2 FM (Sender Coimbra) / 102,2 FM (Sender Lousã)
- Distrikt Évora: 102,4 FM (Sender Mendro) / 105,0 FM (Sender Montargil) / 102,1 FM (Sender Serra de Ossa)
- Distrikt Faro: 101,9 FM (Sender Alcoutim) / 100,7 FM (Sender Faro) / 101,9 FM (Sender Monchique) /
- Distrikt Guarda: 100,6 FM (Sender Guarda) / 104,6 FM (Sender Marofa) / 100,3 FM (Sender Manteigas)
- Distrikt Leiria: 106,4 FM (Sender Leiria (Maunça)) / 102,2 FM (Sender Lousã) / 105,2 FM (Sender Montejunto)
- Distrikt Lissabon:  100,0 FM (Sender Banática) / 103,8 FM (Sender Janas) / 100,3 FM (Sender Monsanto) / 105,2 FM (Sender Montejunto)
- Distrikt Portalegre: 101,6 FM (Sender Elvas) / 105,0 FM (Sender Montargil) / 102,8 FM (Sender Portalegre)
- Distrikt Porto: 100,4 FM (Sender Monte da Virgem) / 102,0 FM (Sender Muro)
- Distrikt Santarém: 105,2 FM (Sender Montejunto)
- Distrikt Setúbal:  103,6 FM (Sender Grândola) / 100,3 FM (Sender Monsanto) / 107,9 FM (Sender Tróia)
- Distrikt Viana do Castelo: 92,3 FM (Sender Moledo) / 102,0 FM (Sender Muro) / 92,3 FM (Sender Paredes de Coura) / 104,9 (Sender Rendufe) / 104,0 FM (Sender Valença)
- Distrikt Vila Real: 101,5 FM (Sender Marão) / 104,7 FM (Sender Minhéu) / 103,7 FM (Sender São Domingos)
- Distrikt Viseu: 102,2 FM (Sender Lousã) / 107,9 FM (Sender Gravia) / 101,8 FM (Sender Viseu) / 103,7 FM (Sender São Domingos)

### Inseln
- - Autonome Region Azoren:
  - Insel Corvo: 102,0 FM (Sender Monte das Cruzes) / 95,6 FM (Sender Morro Alto)
  - Insel Faial: 99,2 FM (Sender Cabeço Gordo) / 102,7 FM (Sender Espalamaca)
  - Insel Flores: 102,0 FM (Sender Monte das Cruzes) / 95,6 FM (Sender Morro Alto)
  - Insel Graciosa: 99,2 FM (Sender Cabeço Gordo)
  - Insel Pico: 99,2 FM (Sender Cabeço Gordo) / 98,6 FM (Sender Lajes do Pico) / 103,0 FM (Sender Sta. Bárbara) /
  - Insel São Jorge: 99,2 FM (Sender Cabeço Gordo) / 103,0 FM (Sender Sta. Bárbara) /
  - Insel São Miguel: 104,0 FM (Sender Cascalho Negro) / 106,8 FM (Sender Furnas) / 107,0 FM (Sender Mosteiros) / 88,0 FM (Sender Nordeste) / 99,1 FM (Sender Pico Bartolomeu) / 87,7 FM (Sender Pico da Barrosa) / 94,2 FM (Sender Povoação) / 103,0 FM (Sender Sta. Bárbara)
  - Insel Santa Maria: 87,7 FM (Sender Pico da Barrosa)
  - Insel Terceira: 87,7 FM (Sender Pico da Barrosa) / 103,0 FM (Sender Sta. Bárbara) / 103,9 FM (Sender Serra do Cume)

- Autonome Region Madeira:
- Insel Madeira
  - 105,0 FM (Sender Achadas da Cruz)
  - 94,8 FM (Sender Cabo Girão)
  - 107,5 FM (Sender Calheta)
  - 89,3 FM (Sender Caniço)
  - 90,8 FM (Sender Encumeada)
  - 91,3 FM (Sender Gaula)
  - 95,7 FM (Sender Maçapez)
  - 89,8 FM (Sender Funchal (Monte))
  - 93,3 FM (Sender Paúl da Serra)
  - 94,1 FM (Sender Pico do Areeiro)
  - 90,8 FM (Sender Pico do Facho)
  - 94,6 FM (Sender Ponta do Pargo)
  - 103,1 FM (Sender Ribeira Brava)
  - 89,8 FM (Sender Santa Clara)
- Insel Porto Santo
  - 96,5 FM (Sender Porto Santo)